# SATIS (Verein)
SATIS (Studentische Arbeitsgruppe gegen Tiermissbrauch im Studium) war eine rechtsfähige Organisation, die sich für einen humanen Umgang mit Versuchstieren in der Ausbildung einsetzte. Unter diesem Namen setzt der Verein Menschen für Tierrechte – Bundesverband der Tierversuchsgegner die Arbeit von SATIS als Projekt fort. Das Projekt SATIS informiert Studierende über tierverbrauchsfreie Lehrmethoden und vermittelt alternative Lehrmaterialien, rechtliche und fachliche Beratung sowie Informationen über bereits bestehende Möglichkeiten eines tierverbrauchsfreien Studiums.

## Vereinschronik
SATIS wurde 1988 zunächst unter anderem von Corina Gericke als eingetragener Verein in München gegründet und war nach einer Satzungsänderung ab 1994 als Bundesverband mit Arbeitsgruppen an etwa 30 Hochschulen tätig. Ende 1995 kam es zur ersten bundesweiten Erhebung, die belegte, dass Computersimulationen, Filme oder schmerzlose Selbstversuche fast jedes Experiment ersetzen können. Diese Studie wurde mit dem Preis der Stiftung Buchkunst ausgezeichnet.
Aufgrund stark nachlassenden Aktivitäten im Jahr 2000 löste sich SATIS auf und ging als eigenständiger Verein in den vorgenannten Bundesverband ein, um weiterhin vor allem Erstsemester über Tierverbrauch im Studium und die Alternativen zu informieren. Als solcher machte er 2010 auf sich aufmerksam, als er ein Ranking über Tierversuche an den medizinischen Fakultäten von 35 Universitäten sowie an fünf veterinärmedizinischen Fachbereichen und den Biologie-Fachbereichen von 70 Universitäten erstellte. Seit 2011 ist SATIS Kooperationspartner von InterNICHE, dem International Network for Humane Education. Dadurch kann SATIS beispielsweise einen kostenlosen Zugang zu entleihbaren Alternativen zu Tierversuchen sowie einer ins Deutsche übertragenen Online-Datenbank zu humanem Lehrmaterial anbieten.

## Positionen
Der Verein befasst sich nicht mit Tierversuchen insgesamt, sondern nur mit Tierversuchen bzw. tierverbrauchenden Übungen in der akademischen Ausbildung, vorwiegend in den Studiengängen Biologie, Medizin und Tiermedizin. Die Arbeitsgruppe und ihre Mitstreiter vertreten die Position, dass sämtliche Lehrziele gleichwertig oder besser durch humane Lehrmethoden vermittelt werden können. Sie kritisieren, dass Tierverbrauch auf einer alten, nicht mit der wissenschaftlichen Entwicklung schritthaltenden Didaktik beruht und insbesondere auch das Ziel verfolgt, Studenten durch aktive Teilnahme an solchen Versuchen auf die Seite der Tierversuchs-Befürworter zu ziehen („Initiations-Ritus“). 
Humane Lehrmethoden schließen auch Tiere für Sezierungen ein, die durch Tierhalter nach dem natürlichen Tod oder der aus medizinischen Gründen durch den Tierarzt erfolgten Einschläferung an Universitäten gespendet wurden, um die Zahl der für Ausbildungszwecke getöteten Tiere zu reduzieren.

## Publikationen (Auswahl)
- Timo Rieg et al.: Über Leichen zum Examen? Tierversuche im Studium. ISBN 3-928781-32-4
- Corina Gericke et al.: SATIS-Studie '95. Erfassung des Tierverbrauchs und des Einsatzes von Alternativmethoden im Studium an deutschen Hochschulen. ISBN 3-928781-30-8 (Ausgezeichnet mit dem Preis der Stiftung Buchkunst)
- Timo Rieg: Rechtliche Aspekte der Verwendung natürlich gestorbener oder eingeschläferter Tiere im Morphologiepraktikum, in: Alternativen zu Tierexperimenten ALTEX, Nr. 14 2/1997, auch im Web (PDF-Datei; 69 kB)
- Astrid Schmidt, Christiane Hohensee, Ute Teichgräber, und André Schmidt (2011): SATIS ethics ranking of universities in Germany regarding animal use in education, ALTEX 3/11, S. 243–244.